# The Neal Morse Band
The Neal Morse Band (noto anche come NMB) è un gruppo musicale rock progressivo statunitense fondato nel 2012 per iniziativa del cantante e tastierista Neal Morse insieme al batterista Mike Portnoy e il bassista Randy George.

## Storia

### Primi anni,The Grand Experiment(2012-2016)
Durante il 2012 Morse ha proposto agli altri due musicisti, storici collaboratori di gran parte dei suoi dischi da solista, di tenere delle audizioni volte a trovare due musicisti fissi che partecipassero anche nel processo di scrittura e composizione di futuro materiale inedito. Dopo appena tre giorni la scelta è ricaduta sul chitarrista Eric Gillette e sul tastierista Bill Hubauer.
Il quintetto si è trovato successivamente in studio per cominciare le lavorazioni inerenti al primo album, completandolo nel 2014. Intitolato The Grand Experiment, il disco è stato pubblicato il 16 febbraio 2015 ed è stato promosso da alcuni video musicali oltre che da una estesa tournée europea; dall'esibizione tenuta nei Paesi Bassi è stato tratto l'album dal vivo Alive Again, uscito nel corso del 2016.

### The Similitude of a Dream(2016-2017)
Il 9 settembre 2016 il gruppo ha annunciato il secondo album The Similitude of a Dream, il loro primo concept album in carriera e basato sul romanzo Il pellegrinaggio del cristiano di John Bunyan. Della durata di oltre 100 minuti, il doppio disco è stato reso disponibile l'11 novembre 2016 ed è stato accolto positivamente dalla critica specializzata, che ne ha elogiato la varietà stilistica all'interno dei vari brani, definendolo tra i migliori album di rock progressivo dell'anno.
Per la sua promozione è stata intrapresala tournée The Road Called Home Tour, dove l'album è stato proposto interamente, e resi disponibili i video dei brani Long Day/Overture, City of Destruction e So Far Gone. Dal concerto tenuto a Tilburg è stato in seguito tratto l'album dal vivo The Similitude of a Dream: Live in Tilburg 2017.
Il 2 settembre 2017 il gruppo ha eseguito il concept un'ultima volta in occasione della loro apparizione all'annuale Morsefest a Cross Plains, venendo registrato e distribuito l'anno dopo attraverso l'album dal vivo Morsefest 2017: Testimony of a Dream.

### The Great Adventure(2017-2019)
Durante il 2017 Morse ha preso in considerazione di sviluppare nuovo materiale come potenziale seguito di The Similitude of a Dream partendo da brani lasciati incompiuti durante le sessioni di registrazione di quest'ultimo. Tuttavia, non trovando sufficiente ispirazione durante la lettura de Il pellegrinaggio del cristiano, ha deciso di ritrovarsi con i restanti componenti del gruppo per comporre un album standard. Il progetto venne tuttavia interrotto in quanto Morse non si sentiva soddisfatto appieno del materiale, a differenza di Portnoy, intenzionato a completare il progetto. Dopo circa un anno, tra gli impegni di Portnoy con altri gruppi e il tour di Morse per il suo album Life & Times, il frontman ha avuto la giusta ispirazione per terminare il materiale, ampliandolo a circa due ore e mezzo e riprendendo l'idea iniziale del sequel. Radunata la formazione, il materiale è stato registrato e completato nell'agosto 2018.
Il 25 gennaio 2019 è stato pertanto pubblicato il terzo album, intitolato The Great Adventure e che narra gli eventi successivi a The Similitude of a Dream. Il doppio disco è stato presentato all'annuale Cruise to the Edge nel mese di febbraio per poi essere proposto per intero durante il The Great Adventour 2019 che ha toccato l'America del Nord e l'Europa. Il concerto svoltosi a Brno è stato successivamente distribuito sotto forma di album dal vivo e intitolato The Great Adventour - Live in Brno 2019.
L'esibizione finale del disco è avvenuta il 31 agosto 2019 all'annuale Morsefest, dove il gruppo è stato accompagnato per l'occasione da vari musicisti ospiti.

### Innoncence & Danger(2021-2022)
Il 27 agosto 2021 la Neal Morse Band ha pubblicato il quarto album Innocence & Danger, il primo ad affiancare al nome principale del gruppo la nuova denominazione NMB. Come spiegato da Morse, le idee per i brani sono principalmente partite da George e Hubauer ed è stato lavorato durante le misure di confinamento imposte dalla pandemia di COVID-19. Si compone di due dischi, tra cui una cover di Bridge over Troubled Water del duo Simon & Garfunkel e i tre singoli Do It All Again, Bird on a Wire e Your Place in the Sun, distribuiti digitalmente tra giugno e agosto insieme ai rispettivi video.
L'8 e il 9 ottobre 2021 l'album è stato presentato dal vivo in occasione del Morsefest 2021, mentre nel corso del 2022 il gruppo ha intrapreso la tournée An Evening of Innocence & Danger, esibendosi nell'America del Nord a febbraio e in Europa tra maggio e giugno.

## Formazione
- Neal Morse – voce, tastiera, chitarra
- Mike Portnoy – batteria, voce
- Randy George – basso, bass pedals, voce
- Eric Gillette – chitarra, voce
- Bill Hubauer – tastiera, chitarra, mandolino, clarinetto, sassofono, voce

## Discografia

### Album in studio
- 2015 – The Grand Experiment
- 2016 – The Similitude of a Dream
- 2019 – The Great Adventure
- 2021 – Innocence & Danger

### Album dal vivo
- 2016 – Alive Again
- 2018 – The Similitude of a Dream: Live in Tilburg 2017
- 2018 – Morsefest 2017: Testimony of a Dream
- 2020 – The Great Adventour - Live in Brno 2019
- 2021 – Morsefest 2019 (con i Flying Colors)
- 2022 – Morsefest 2021
- 2022 – Morsefest 2020: Lockdown
- 2023 – An Evening of Innocence & Danger: Live in Hamburg

### Altre pubblicazioni
A partire dal 2013 Neal Morse ha reso disponibili alcuni dischi esclusivi del gruppo per il proprio fan club Inner Circle:
- 2013 – 19 Days in Europe (con i Flower Kings)
- 2014 – Live in India
- 2015 – Live in Athens
- 2016 – Cruise to the Edge 2015
- 2016 – The Grand Experiment Demos
- 2016 – Scenes from a Prog Cruise
- 2017 – The Similitude of a Dream - Demos Part 1
- 2018 – The Similitude of a Dream - Demos Part 2
- 2019 – Live in Limbourg
- 2019 – The Great Adventure Commentary
- 2019 – NMB 3 - Beginning the Adventure
- 2020 – NMB 3 - Continuing the Adventure
- 2021 – NMB 3 - Some More Adventures
- 2022 – A U.S. Tour of Innocence and Danger